# Cyphomyrmex kirbyi
Cyphomyrmex kirbyi é uma espécie de inseto do gênero Cyphomyrmex, pertencente à família Formicidae.